# 邵心豫
邵心豫（?—?），安徽省鳳陽府宿州人，清朝政治人物、進士出身。
光緒三年（1877年），参加丁丑科殿試，登進士二甲第36名。同年五月，分部學習。